# Droga wojewódzka 230
Die Droga wojewódzka 230 (DW 230) ist eine Woiwodschaftsstraße in Polen innerhalb der Woiwodschaft Pommern. Auf einer Länge von etwa 30 Kilometern verläuft sie parallel zur Landesstraße (DK) 1 – allerdings unter Einbeziehung der Stadt Pelplin – in Nord-Süd-Richtung durch die Südregion des Powiat Tczewski (Kreis Dirschau).

## Straßenverlauf
Woiwodschaft Pommern:
Powiat Tczewski (Kreis Dirschau):
- Wielgłowy (Felgenau) (→ DK 1 (Europastraße 75): Danzig – Tczew (Dirschau) -Cieszyn (Teschen)/Tschechien)
- Brzuśce (Brust)
- Radostowo (Rathstube)
- Rajkowy (Raikau)
- Pelplin (→ DW 225 zum Bahnhof Pelplin, und DW 229: Jabłowo (Groß Jablau) – Rudno (Rauden) – Wielkie Walichnowy (Groß Falkenau))

X Staatsbahn (PKP)-Linie 131: Chorzów (Königshütte) – Tczew (Dirschau) X
- Janiszewko (Neu Janischau)
- Janiszewo (Alt Janischau)
- Kursztyn (Kurstein)
- Cierzpice (Czierspitz, 1942–45 Zierspitz) (→ DK 1 (Europastraße 75): Danzig – Gniew (Mewe) – Cieszyn (Teschen)/Tschechien)